# Saafi Brothers
Saafi Brothers sind ein Frankfurter Musikprojekt des Ambient- und Elektro-Genres von Gabriel Le Mar, Michael Kohlbecker und Petro Nikolaidis.

## Geschichte
Die „Saafi Brothers“ wurden von Stilen wie Electro, Acid House und Dub beeinflusst. Sie veröffentlichten 1997 ihr Debüt Mystic Cigarettes auf dem britischen Label Blue Room Released, gefolgt von Midnight`s Children, Liquid Beach und Supernatural.
2014 veröffentlichten Saafi Brothers auf den dänischen Psytrance label Iboga Records ihr Album Live on the Roadblog, das aus einer Reihe von Liveaufnahmen entstand. Die CD enthält ein 8-seitiges Travelogue-Buch, das von Simon Ghahary entworfen und auf dem amerikanischen Record Label Carpe Sonum Novum veröffentlicht wurde.
2017 veröffentlichten Saafi Brothers ihr sechstes Album The Quality of Being One auf Liquid Sound Design im Stile des Ambient-Dub. Die Stücke wurden von zahlreichen Künstlern remixt.
Ihre Album-Cover werden von Simon Ghahary designed, der 1994 das Psychedelic Trance Label Blue Room Released mit Robert Trunz und Mick Paterson gründete.
Saafi Brothers spielten auf Festivals wie Sziget (Ungarn), Tribal Gathering (Vereinigtes Königreich), Roskilde (Dänemark), Arvikafestival (Schweden) oder Summer Jam in Deutschland. 2018 eröffneten sie zusammen mit X-Dream das ungarische Ozora Festival.

## Diskografie
Alben
- 1997: Mystic Cigarettes (Blue Room Released, UK)
- 1997: Internal Code Error (Blue Room Released, UK)
- 2000: Midnight’s Children (Blue Room Released, UK)
- 2003: Liquid Beach (Secret Life Recordings/EFA, D)
- 2007: Supernatural (Ayia Napa/Zyx, D)
- 2014: Live on the Roadblog (Iboga Records, DK, Carpe Sonum, US)
- 2017: The Quality of Being One (Liquid Sound Design, UK)
- 2022: Make Pictures with the Sound (Liquid Sound Design, UK)

Remixe
- 1995: Die Fantastischen 4: Sie ist weg (Saafi Brothers Remix) (Sony/Columbia)
- 1995: C.K.B. feat. Bob Marley: Sun Is Shining (Weed Selectors Remix) (BMG)
- 1995: B-Zet feat. Darlesia: Caught Within (Saafi Brothers Treatment) (Eye-Q Records)
- 1997: Anne Clark: Nida (Saafi Brothers Remix) (Sony/Columbia)
- 1999: Jam & Spoon: Stella (Saafi Brothers Remix) (Sony Music)
- 2000: KoxBox: Crunchy Moles (Saafi Brothers Remix) (Liquid Audio Soundz)
- 2015: X-Dream: Freak (Saafi Brothers Remix) (Flying Rhino)
- 2016: Suns of Arqa: Sadrayama (Saafi Brothers Remix) (Liquid Sound Design)
- 2016: Carbon Based Lifeforms: MOS 6581 (Saafi Brothers Remix) (Leftfield Records)